# Credit and Capital Markets
Credit and Capital Markets bis 2012 Kredit und Kapital ist eine wissenschaftliche Zeitschrift für die Finanzwirtschaft. Sie erscheint seit 1968 vier Mal jährlich im Verlag Duncker & Humblot.
Seit dem Jahrgang 2022 wird Credit and Capital Markets im Rahmen eines Pilotprojekts von Subscribe to Open (S2O) als Open-Access-Zeitschrift herausgegeben. Die Artikel werden auf der Grundlage der Creative-Commons-Lizenz CC BY 4.0 veröffentlicht und sind bei Duncker & Humblot verfügbar. Die Veröffentlichung ist kostenlos, es werden keine Publikationsgebühren erhoben.
Die Zeitschrift veröffentlicht Aufsätze zu den Themen der Stabilitäts- und Entwicklungsprozesse an Finanzmärkten, Geld- und Währungstheorie und -politik, Finanzmarkttheorie, Bankwirtschaft und Bankordnungspolitik. Die Druckauflage wird mit 600 angegeben.
Die Zeitschrift wurde 1968 von Werner Ehrlicher und Helmut Lipfert unter dem Namen Kredit und Kapital gegründet. Im Zuge der Internationalisierung der Zeitschrift erhielt sie im Jahr 2013 ihren heutigen Namen, wobei der alte Name als Untertitel weiter mitgeführt wird.

## Rezeption
Das Zeitschriften-Ranking VHB-JOURQUAL (2008) stuft Credit and Capital Markets Kredit und Kapital in ihren bisherigen Rankings in die Kategorie C ein. VHB-JOURQUAL 3 Teilrating Bankbetriebslehre / Finanzierung